# Real Federación Hípica Española
La Real Federación Hípica Española (RFHE) es una entidad privada, de utilidad pública, que se rige por la Ley 10/1990, de 15 de octubre, del Deporte, por el Real Decreto 1935/1991, de 20 de diciembre, sobre Federaciones Deportivas Españolas.
La RFHE está afiliada a la Federación Ecuestre Internacional (FEI), al Comité Olímpico Internacional (COI) y al Comité Olímpico Español (COE).
Son competencia de la federación las siguientes especialidades:
- Especialidades Olímpicas y Paralímpicas: doma, salto, concurso completo, e hípica adaptada.
- Especialidades de Carreras y Marchas: de resistencia (enduro ecuestre), de velocidad (carreras) y de orientación (T.R.E.C.).
- Especialidades de Doma de Trabajo: doma vaquera y equitación de trabajo.
- Especialidades Alternativas: turismo ecuestre y ponigames.
- Otras especialidades: enganches, horseball y volteo.

## Federaciones autonómicas
Se conforma por las siguientes Federaciones de ámbito autonómico:
- Federación Hípica Andaluza
- Federación Hípica Aragonesa
- Federación Hípica del Principado de Asturias
- Federación Hípica de las Islas Baleares
- Federación Hípica Canaria
- Federación Hípica Cántabra
- Federación Hípica de Castilla-La Mancha
- Federación Hípica de Castilla y León
- Federación Hípica Catalana
- Federación Hípica Extremeña
- Federación Hípica Gallega
- Federación Hípica Riojana
- Federación Hípica de Madrid
- Federación Hípica de la Región de Murcia
- Federación Hípica Navarra
- Federación Hípica de la Comunidad Valenciana
- Federación Hípica del País Vasco

## Competiciones
La Real Federación Hípica Española organiza las siguientes ligas: 
- Liga Nacional de Saltos
- Ligas Nacionales de Raid (Liga Nacional de Alta Competición de Raid, Liga Nacional de Raid Júnior y Jóvenes Jinetes, Liga de Promoción Nacional, y Copa de España de Raids de Categoría 1*)
- Liga Nacional de Concurso Completo de Equitación (LINCCE) para 2* y 3*
- Liga Nacional de Doma Clásica de Caballos Jóvenes